# Calliandra falcata
Calliandra falcata es una especie americana de plantas de la subfamilia de las mimosóideas dentro de las leguminosas (Fabaceae).

## Distribución
Es originaria de Venezuela.

## Taxonomía
Calliandra falcata fue descrita por   George Bentham  y publicado en London Journal of Botany 3: 97. 1844.
Etimología
Calliandra: nombre genérico derivado del griego kalli = "hermoso" y andros = "masculino", refiriéndose a sus estambres bellamente coloreados.
falcata: epíteto latino de  bellus que significa "con forma de hoz".
Sinonimia
- Calliandra amblyphylla Urb.
- Calliandra fulgens Hook.f.
- Calliandra serjanioides Urb.
- Feuilleea falcata Kuntze[4]